# Палма де Маљорка
Палма де Маљорка (шп. Palma de Mallorca), скраћено само Палма је највећи град и лука на острву Мајорка и главни град шпанске аутономне заједнице Балеарска острва. Налази се на јужној обали острва. По попису из 2005. град има 375.048 становника, а са широм околином има 474.035 становника. Готово пола становништва острва Мајорке живи у Палми. Архипелаг Кабрера се сматра делом града, иако је раздвојен морем.

## Историја

### Римски период
Палму (Palmaria) су основали Римљани као војни логор на остацима насеља мегалитске Талаиотске културе.
После римскога освајања Мајорка је до 123. п. н. е. била лабаво везана за провинцију Тараконенсис. Римљани су основали два града Палмарију на југу острва и Полентију на североистоку на месту феничкога насеља. Док је Полентија била лука за римске градове на северозападном Медитерану, Палмарија је била лука за Картагину и Хиспанију. Вандали су неколико пута пљачкали Палмарију.

### Византијски период
Иако се не зна много о периоду када је Византија владала Балеарима постоје докази о византијском присуству, као што су мозаици, који су нађени у најстаријим деловима катедрале.

### Муслимански период и калифат
Од 707. до 1229. Палма де Мајорка је била под исламском влашћу. Мавари су почели долазити већ током 6. века. За то време становништво је развијало економију базирану на пиратским нападима и на самодовољности. Када се Византија повлачила доминантан група је то искористила и наметнула се остатку становништва. Муслиманска флота под командом Абд Алах ибн Мусе се 707. зауставила на острву Мајорка и наговорили су доминантне групе у граду да прихвате мировни уговор, по коме ће плаћати Маварима порез, а задржаће заузврат све економске, политичке, социјалне и верске структуре као до тада.
Град је био насељен хришћанима, који су признавали власт калифа од Дамаска, а заузврат су уживали пуну аутономију. Мајорка је представљала енклаву између муслиманског и хришћанскога света, па је била привлачно место за пирате и извођење пиратских напада. За већину становништва пљачкање бродова (и муслиманских и хришћанских) који пролазе кроз воде острва био је најважнији извор богатства током 150 година. Касније су пиратски напади толико разљутили Ал-Андалузију да су довели до освете и поморскога напада.
Након првих викиншких напада у којима је попљачкано острво уследио је 848. или 849. напад Кордобског калифата па је Палма де Мајорка морала да ратификује уговор из 707. и престане са пиратским нападима. Ипак град још увек није био у пуном саставу Ал-Андалуза. Како је калиф из Кордобе јачао свој утицај у Медитерану, тако је показивао све више интереса за Мајорку. Након периода нестабилности на острву изазваном викиншким инвазијама Мајорка је 1003. постала саставни део кордовског калифата. Није више била само вазална територија као до тада. На Мајорци се развила нова социјална организација, много сложенија него до тада. Трговина и производња су процветали, што је изазвало јак демографски раст.

### Денија-Балеарска таифа (1015—1087)
Иако је постаојала централизација под Омејидима није могла да се успостави хармонија различитих етничких група, тако да су и даље постојали етнички сукоби. Током 11. века знатно је опала контрола у калифату. Покрајине су се ослобађале централне кордобске власти и постајале су таифе, тј ефективне суверене државе под оним гувернерима, које је именовао последљи омејидски калиф. Таифе се могу груписати у неколико широких категорија, а биле су арапскога, берберскога или словенскога порекла. Палма је била део словенске таифе, Денија таифе. Оснивач таифе је био Мухјахид ибн Јусуф ибн Али. Палма је постала главна лука за нападе на хришћанске бродове и обале. Одатле је лансиран напад на Сардинију од 1016. до 1017, што је изазвало интервенцију ђеновешке и пизанске флоте. Денија таифа је трајала до 1087.

### Балеарска таифа (1087—1115) и западни Медитеран
Бану Худ је освојио Демија таифу и укључио је у таифу од Сарагозе. Економија је зависила од пољопривреде и пиратства. У касном 11. веку хришћанске трговачке силе су кренуле у иницијативу на мору против муслимана. Муслимански пирати су угрожавали слободну трговину морима. Рамон Беренгер III је организовао експедицију хришћанске војске 1115. па је напао и попљачкао Палму. Кажњеничка експедиција је укључивала Каталонце, војнике из Пизе, Провансе, Корзике и Сардиније. После експедиције острва су поново била део Алморавидског калифата.

### Период Бану Ганија (1157—1203)
Алморавиди су лако и без отпора успоставили контролу на Балеарима, који су били порушени за време похода Каталанаца и Пижана. Алморавиди су били потискивани са Иберијског полуострва, посебно из Андалузије, па су од 1157. успоставили јачу контролу на Балеарима. Дошао је велик број избеглица из Андалузије, што је ојачало позиције последњих алморавидских владара. Бану Ганија је био свестан слабости у западном Медитерану, па је започео преговоре са италијанским градовима, којима је дао концесије. Ђенова и Пиза су добили прве концесије на Балеарима. Бану Ганија је користио Балеаре као стратешку тачку, одакле је покушао да преотме територије од Алмохада. Алмохади, са седиштем у Маракешу су потакли побуну, па су Балеари од 1187. до 1203. били под њиховом контролом.

### Хришћанско освајање и касни средњи век
Каталонски трговци су тражили да Ђауме I од Арагона предузме нешто против све учесталијих напада пирата са Мајорке. Понудили су му бродове у том потхвату. Каталонски племићи су тражили удео у ратном плену. Ђауме I Освајач је 1229. освојио Мајорку уз помоћ каталонске војске и једног мањег дела арагонске војске. Када су заузели утврђење у Палми масакрирали су становништво. Због великога покоља избила је епидемија, од које је страдала Ђаумеова војска. Цело острво су освојили за неколико месеци, сем једног дела муслимана, који су на планини пружали отпор до 1232. Муслиманско становништво је побегло, а острво су населили Каталонци.
Основана је краљевина Мајорка. Након смрти Ђаумеа I Освајача његов син Ђауме II од Мајорке је владао Краљевином Мајорком. Ђауме II од Мајорке је саградио читав низ споменика и цркви на Мајорки: Белвер тврђаву, цркве светога Франсиска и светога Доминга. Започео је и градњу катедрале у Мајорци.
Због повољног положаја града одржавала се веома жива трговина са Каталонијом, Валенсијом, Провансом, Магребом, италијанским градовима. Од почетка 16. века побуна сељака против Карла V те чести напади турских и берберских пирата изазвала је смањење трговачке активности, па је започело раздобље назадовања, које је трајало до краја 17. века.

### Од 17. века
У 17. веку је град је био подељен на две струје, чији сукоб је имао велике социјалне и економске последице. При крају 17. века инквизиција је ојачала кажњавање Јевреја. У 18. веку либерализована је трговина са САД, па је комерцијална активност луке поново нарасла. Почетком 19. века многи су избегли на Палму током Наполеонове окупације Шпаније.

## Географија

### Клима
| Клима (Палма де Маљорка)   | Клима (Палма де Маљорка) | Клима (Палма де Маљорка) | Клима (Палма де Маљорка) | Клима (Палма де Маљорка) | Клима (Палма де Маљорка) | Клима (Палма де Маљорка) | Клима (Палма де Маљорка) | Клима (Палма де Маљорка) | Клима (Палма де Маљорка) | Клима (Палма де Маљорка) | Клима (Палма де Маљорка) | Клима (Палма де Маљорка) | Клима (Палма де Маљорка) |
| Показатељ \ Месец          | .Јан.                    | .Феб.                    | .Мар.                    | .Апр.                    | .Мај.                    | .Јун.                    | .Јул.                    | .Авг.                    | .Сеп.                    | .Окт.                    | .Нов.                    | .Дец.                    | .Год.                    |
| -------------------------- | ------------------------ | ------------------------ | ------------------------ | ------------------------ | ------------------------ | ------------------------ | ------------------------ | ------------------------ | ------------------------ | ------------------------ | ------------------------ | ------------------------ | ------------------------ |
| Средњи максимум, °C (°F)   | 15,2 (59,4)              | 15,7 (60,3)              | 17,1 (62,8)              | 18,7 (65,7)              | 22,1 (71,8)              | 25,9 (78,6)              | 28,9 (84)                | 29,5 (85,1)              | 27,1 (80,8)              | 23,4 (74,1)              | 19,2 (66,6)              | 16,5 (61,7)              | 21,6 (70,9)              |
| Просек, °C (°F)            | 11,7 (53,1)              | 12,1 (53,8)              | 13,3 (55,9)              | 15,0 (59)                | 18,4 (65,1)              | 22,1 (71,8)              | 25,1 (77,2)              | 25,9 (78,6)              | 23,4 (74,1)              | 19,7 (67,5)              | 15,7 (60,3)              | 13,0 (55,4)              | 17,9 (64,2)              |
| Средњи минимум, °C (°F)    | 8,3 (46,9)               | 8,5 (47,3)               | 9,5 (49,1)               | 11,3 (52,3)              | 14,7 (58,5)              | 18,4 (65,1)              | 21,3 (70,3)              | 22,2 (72)                | 19,8 (67,6)              | 16,1 (61)                | 12,1 (53,8)              | 9,7 (49,5)               | 14,3 (57,7)              |
| Количина падавина, mm (in) | 43 (16,9)                | 34 (13,4)                | 26 (10,2)                | 43 (16,9)                | 30 (11,8)                | 11 (4,3)                 | 5 (2)                    | 17 (6,7)                 | 39 (15,4)                | 68 (26,8)                | 58 (22,8)                | 45 (17,7)                | 419 (165)                |
| [ тражи се извор ]         |                          |                          |                          |                          |                          |                          |                          |                          |                          |                          |                          |                          |                          |

## Становништво
Према процени, у граду је 2008. живело 396.570 становника.

| 1981.   | 1989.   | 1991.   | 2002.   |
| ------- | ------- | ------- | ------- |
| 304.422 | 296.754 | 308.616 | 333.801 |

## Масовни туризам
Од 1950-их масовни туризам је изменио изглед града и острва. Палма је због тога јако расла. У 1960. било је 500.000 посетилаца, а 1997. било је 6, 7 милиона посетилаца. Преко аеродрома крај Палме прошло је 19,2 милиона људи. Урбани развој привукао је имигранте из Африке и Јужне Америке.

## Партнерски градови
- Напуљ
- Gafsa
- Беневенто
- Портофино
- Лас Палмас де Гран Канарија
- Алгеро
- Диселдорф
- Мар дел Плата
- Chimbote
- Бари
- Ајачо
- Санта Барбара